# Antonio Nariño
Antonio Amador José Nariño y Álvarez del Casal (Bogotá, 9 de abril de 1765-Villa de Leyva, 13 de diciembre de 1823) fue un político y militar neogranadino que participó en las labores de la independencia del Virreinato de Nueva Granada. Junto a Pedro Fermín de Vargas, Francisco de Miranda, José Cortés de Madariaga y Eugenio Espejo, se le considera precursor de la emancipación de las provincias americanas del Imperio español. Realizó la primera traducción para la América española de la Declaración de los Derechos del Hombre y del Ciudadano en el año 1793.
Nacido en una familia aristocrática en 1765 en Santafé de Bogotá, desde su juventud, Nariño se encaminó a actividades políticas que supo combinar con actividades financieras y comerciales que lo llevaron a acumular fortuna. También fue alcalde de segundo voto elegido por el cabildo de Santa Fe en 1789, y tesorero interino de diezmos del arzobispado, designado en julio del mismo año.
Su fortuna le permitió importar su propia imprenta, con la que creó su Imprenta Patriótica desde que la que empezó a publicar y distribuir clandestinamente varios textos entre su círculo literario, del que muchos criollos importantes de Santafé eran parte. En 1793, habiendo adquirido una copia en francés de la Historia de la revolución de 1789, Nariño tradujo al castellano el fragmento del texto que contenía la Declaración de los Derechos del Hombre y el Ciudadano y lo distribuyó entre su círculo. Este texto, aprobado por la Asamblea Nacional de Francia a comienzos de la revolución (26 de agosto de 1789), era consagratorio de derechos del hombre y del ciudadano, lo cual le valió a Nariño ser hecho prisionero por las autoridades españolas junto con otros miembros de su sociedad literaria.
Entre el momento de su captura en su casa de habitación en Santa Fe, en agosto de 1794 y su liberación en Cartagena en junio de 1810, un lapso de casi dieciséis años, Nariño estuvo preso excepto el intervalo que pasó oculto en Europa y América entre el momento de su fuga a Cádiz (17 de marzo de 1796) y su entrega voluntaria en Santa Fe (19 de julio de 1797).
Tras su liberación en Cartagena, Nariño regresó a Santa Fe a tiempo para colaborar en la organización del primer congreso neogranadino del cual es designado secretario al inicio de sesiones en diciembre de 1810. Sin embargo, con el paso del tiempo la unidad entre los delegados de las varias provincias de la Nueva Granada se desmoronó con el surgimiento de la disputa entre federalismo y centralismo, disputa a la que Nariño dio el nombre de Patria Boba. Nariño era un ferviente centralista y atacó y criticó de manera vehemente a sus opositores federalistas a través de su propio periódico, La Bagatela. Esta tensión llevó a que los federalistas se separaran del congreso centralista en Santafé y formaran el federalista Congreso de las Provincias Unidas de la Nueva Granada en Tunja. Nariño fue nombrado presidente de Estado Libre de Cundinamarca en septiembre de 1811. Los dos bandos iniciaron una breve guerra civil en 1812, en la que Nariño asumió el mando de las tropas centralistas, saliendo derrotado en su marcha sobre Tunja, pero saliendo victorioso en su defensa de Santafé, en la batalla de San Victorino, a comienzos de 1813, tras lo cual los dos bandos acordaron unir fuerzas contra el enemigo común: los ejércitos realistas españoles que se preparaban para la reconquista.
Nariño no fue militar de trayectoria pues sus primeros pasos en esa dirección se iniciaron en 1813 cuando era presidente de Cundinamarca y se ofreció para comandar las fuerzas unidas del Estado que él gobernaba con aquellas de las Provincias Unidas de Nueva Granada, aportadas desde Tunja por su rival político Camilo Torres Tenorio, con el fin de marchar al sur para recuperar a Popayán y evitar que tropas realistas avanzaran hacia el interior de la República en un empeño de invasión ordenado desde la presidencia de Quito.
El éxito inicial de la campaña, que Nariño condujo victoriosamente hasta las puertas de la ciudad de Pasto, terminó en fracaso al verse Nariño precisado a entregarse al jefe militar de Pasto en mayo de 1814. Los siguientes seis años los pasó de nuevo en prisión en España.
Nariño regresó con el tiempo a América por el Caribe y Venezuela. Para entonces, su patria había sido liberada del control español y se había unido con Venezuela para formar la Gran Colombia. El 20 de febrero de 1821 se reportó a «El Libertador» Simón Bolívar desde Angostura y éste lo invitó a que se reunieran en los llanos del Apure. Allí, Bolívar solicitó a Nariño proceder a instalar el congreso de Villa del Rosario y lo eligió como vicepresidente de Colombia, en reconocimiento del impacto y liderazgo de Nariño. El congreso de Villa del Rosario crearía en últimas la Constitución Política de 1821, en la cual Nariño se lanzó como candidato para mantenerse como vicepresidente, saliendo derrotado por el general Francisco de Paula Santander.
Derrotado políticamente, Nariño recibió cargos nominales dentre del gobierno y siguió publicando su periódico «Los Toros de Fucha». Hacia sus últimos años de vida, cansado por los largos años de prisión y enfermo de tuberculosis, Nariño decidió renunciar a sus cargos públicos y trasladarse a Villa de Leyva. Nariño murió allí el 13 de diciembre de 1823. 
Aunque jugó un papel menor en la guerra de independencia contra España, Nariño fue ampliamente reconocido en su época y después como precursor de las ideas separatistas. Es considerado como uno de los padres fundadores de la moderna República de Colombia y un prócer de la guerra de independencia. Se lo menciona en la última estrofa del himno nacional colombiano. Muchos monumentos y lugares (en particular el departamento de Nariño) han sido bautizados en su honor, incluyendo el palacio presidencial de la República de Colombia, la Casa de Nariño o Palacio de Nariño, que fue construido en el lugar de su nacimiento y recibió su nombre en su honor. El rostro de Nariño ha aparecido en los billetes de 10 y 100 pesos colombianos.

## Orígenes
Del matrimonio contraído en Santa Fe, el 9 de septiembre de 1758 por el español Vicente de Nariño y Vásquez con la criolla Catalina Álvarez del Casal (nacida en 1739, Santa Fe) nacieron ocho hijos entre los cuales Antonio fue tercero. Perteneció a influyentes familias virreinales de inmediato origen español, concretamente de Galicia, ya que sus padres eran oriundos de Valle del Dubra. Por un tiempo fue becario real en el Colegio Mayor y Seminario de San Bartolomé.
Desde su infancia Nariño se aficionó a la lectura, inicialmente bajo la orientación de sus padres con el propósito de suplir la educación que no podía recibir en el colegio debido a sus problemas de salud.
Su biblioteca, en buena parte heredada de su padre, llegó a contener más de dos mil volúmenes. Fascinado por el movimiento europeo de la «Ilustración» se convirtió en propagador de esas ideas, fundando una tertulia en su casa que se llamó «El arcano sublime de la Filantropía».
Se casó en 1784 con Magdalena Ortega de Nariño, nacida en Bogotá, el 22 de julio de 1762, hija de José Ignacio de Ortega y Gómez de Salazar y de Petrona de Mesa y Moreno. El matrimonio tuvo seis hijos: Gregorio, nacido en 1786, Francisco, en 1787, Antonio, en 1791, Vicente, en 1793, Mercedes, en 1798, e Isabel, en 1801.
Para 1793, había abierto su propia imprenta y había obtenido una licencia del gobierno para que se le permitiera imprimir, lo que más tarde le traería problemas.

### Trayectoria político-militar
A sus 16 años de edad, Nariño como abanderado de un batallón de milicias creado para contener a los comuneros de 1781, presenció el tormento y ejecución de José Antonio Galán.
Alcalde de segundo voto en 1789, tesorero de diezmos del arzobispado, regidor y alcalde mayor provincial, entre 1791 y 1793; su carrera pública lo llevó a convertirse en productor de quina, café y té.

## Actividad política temprana

### Precursor de la emancipación
Nariño era intelectualmente curioso y admiraba las ideologías políticas de los líderes de las revoluciones francesa y estadounidense. En su impresionante biblioteca había un retrato de Benjamin Franklin sobre la repisa de la chimenea. En su juventud, Nariño ejerció una fuerte influencia entre los jóvenes progresistas de Bogotá, organizando reuniones políticas secretas que él llamaba «El Santuario», en las que se discutía la necesidad de la independencia y los medios para lograrla. Entre los asistentes se encontraban notables posteriores como Pedro Fermín de Vargas, José Antonio Ricaurte, Luis de Rieux, Manuel de Trujillo y Torres y Francisco Antonio Zea. Nariño fue uno de los participantes más vocales y elocuentes en estas reuniones y era ampliamente respetado por sus compañeros revolucionarios.
En 1793 o 1794, Nariño se hizo con una copia de la «Declaración de los Derechos del Hombre», que estaba siendo distribuida por la Asamblea Francesa. Tradujo la Declaración de los Derechos del Hombre de su original francés al español e imprimió varias copias de su propia imprenta privada, La patriótica. Mientras el Virrey Ezpeleta se paseaba por Guaduas, Nariño estaba traduciendo y publicando, en su imprenta, parte relativa de la «Declaración de los Derechos del Hombre», impreso que circuló con cierta discreción entre sus amigos con ideas políticas afines. Copias del panfleto se distribuyeron a todos los rincones del continente y crearon un revuelo en las mentalidades políticas de la época. Más tarde, el español Francisco Carrasco lo denunció ante la Real Audiencia. Esta traducción y edición clandestina (al parecer el 15 de diciembre de 1793) del documento clave de la Revolución Francesa que supuso el fin de la monarquía absoluta de Francia y cuya circulación había sido prohibida en el Imperio español por el Tribunal del Santo Oficio de la Inquisición, lo llevó a prisión en Santa Fe (29 de agosto de 1794) por tres causas: impresión del folleto, impresión de unos pasquines y por conatos de sedición. Los comisionados fueron los oidores Joaquín Mosquera, Hernando de Alva y Joaquín Inclán, quienes decidieron que los conspiradores debían ser enviados a prisión, estos serían Antonio Nariño junto a Ignacio Sandino, José de Ayala y Vergara, Luis de Rieux, Manuel Froes, Pedro Pradilla, Francisco Antonio Zea, Sinforoso Mutis, José María Cabal, entre otros. Nariño, al igual que muchos de estos asistentes a sus reuniones del Santuario, fue sometido a juicios durante el resto del año y el siguiente, y escogió a José Antonio Ricaurte como su abogado defensor el cual logró comprobar que nunca se cometió un delito.Nariño fue inicialmente absuelto de todos los cargos tras confesar durante el juicio haber impreso 200 ejemplares de la Declaración proscrita y haberlos quemado todos salvo dos. Sin embargo, posteriormente, el prócer fue enjuiciado de nuevo, y su abogado, Ricaurte, fue a su vez encarcelado, sin proceso el 2 de agosto de 1795 por haberlo defendido, por lo que ningún otro abogado quiso defender su caso, y él y sus seguidores fueron sentenciados el 30 de octubre de 1795 a diez años de prisión en África por su papel principal en el grupo político y fueron exiliados de América del Sur. Además de esto, le confiscaron todos sus bienes. Nariño había trabajado anteriormente como recaudador de diezmos y también fue acusado por el desfalco a la Tesorería de Diezmos de la Iglesia Católica de más de 29 mil reales (unos 700'000 dólares estadounidenses al cambio actual).
En Cádiz hizo escala de su viaje con rumbo al exilio africano, y una vez allí logró escapar, huyendo a París, donde se dedicó al estudio de la Revolución Francesa y sus consecuencias, lo que lo convenció de que el gobierno centralizado era una forma superior de gobierno. Después de pasar un tiempo en Francia, Nariño fue a Inglaterra a buscar apoyo económico y militar de los británicos, pero cuando se lo negaron, y después del acoso de sus familiares por algunos meses, decidió regresar a Santafé (actual Bogotá). Viajó disfrazado, pero finalmente se vio obligado a entregarse al virrey Pedro Mendinueta el 19 de julio de 1797, confiado en que pronto obtendría su libertad a cambio de la información que ofreció proporcionar. Esta información hacía relación a la conspiración que él, con varios socorranos y antiguos miembros de la insurrección comunera, ocultos en la Provincia de Casanare, habían supuestamente coordinado, y cuyo objetivo era derrocar el régimen virreinal.  Esto lo lograrían apoyando y facilitando la invasión de un ejército británico, que entraría por el río Orinoco, se asentaría en Trinidad en la Provincia de Casanare y desde allí atacaría a Santa Fe, teniendo en cuenta que las tropas virreinales se ubicaban protegiendo las fronteras en Darién, Caribe y Riohacha, y no había fuerzas significativas que protegieran el flanco oriental de los Llanos.
En contra de lo que esperaba, se le mantuvo en prisión por varios años, donde contrajo tuberculosis, hasta cuando finalmente el virrey accedió a mejorar sus condiciones por su estado de salud, y permitió que se trasladara con su familia a una hacienda en inmediaciones de Santa Fe (en mayo de 1803). Allá permaneció en reclusión domiciliaria y se recuperó poco a poco. Sin embargo, en 1809, tras disturbios en todas las colonias por la invasión napoleónica de España, mucha gente comenzó a reunirse clandestinamente para hablar de la independencia. Algunos de estos conspiradores, entre ellos el sacerdote Andrés Rosillo y Meruelo, comenzaron a hablar de un golpe de Estado para derrocar al gobierno e instaurar una república en su lugar, y el nombre de Nariño empezó a circular. Al enterarse de dichos rumores, el virrey Amar y Borbón decidió aplastar la rebelión antes de que comenzara, y Nariño fue apresado arrestado una vez más cuando comenzaron a estallar insurrecciones en todas las colonias americanas. Fue trasladado a la prisión de Cartagena de Indias, aunque logró escapar brevemente, para ser capturado nuevamente el 20 de diciembre de 1809, en Santa Marta. Nariño permaneció preso en Cartagena, y estuvo a punto de ser enviado a Puerto Rico, pero salió libre en agosto de 1810 luego del levantamiento de Cartagena. En diciembre de 1810, (cuando ya se había dado el grito de Independencia), Nariño regresó a Santa Fe donde se involucró profundamente en la creación de un estado soberano, independiente de España, y fue declarado Jefe del gobierno provisional de Cundinamarca tras el motín.

## Tras la Declaración de Independencia y durante la Patria Boba
Tras la formación de Juntas de Gobierno en todo el país, se hicieron evidentes profundas divisiones a la hora de determinar qué tipo de gobierno debía sustituir a la corona española. En particular, los desacuerdos sobre si debía existir un solo estado en lugar del antiguo Nuevo Reino de Granada o si las provincias debían convertirse en estados autónomos e independientes se convirtieron en tema de acalorados debates. Las provincias, encabezadas por la de Cartagena, reclamaban una solución federal que les otorgara igualdad de derechos y no estaban dispuestas a someterse a las autoridades enviadas desde la capital, tal como se habían sometido a las autoridades españolas en el pasado. En cambio, la provincia de Cundinamarca, que albergaba la antigua capital virreinal, Santafé, era la más rica y poblada, y suponía que heredaría la autoridad del antiguo régimen, pues sus dirigentes temían la pérdida de poder y privilegios que conllevaría un gobierno federalista. Cuando la junta de Cartagena convocó a una Conferencia General separada en Medellín, donde cada provincia estaría representada en proporción a su población, la Junta Suprema de Santafé decidió contrarrestar invitando a cada provincia a enviar un delegado para formar un gobierno interino mientras se convocaba un congreso general para establecer una Asamblea Constituyente para toda la Nueva Granada.
Nariño regresó a Santafé justo a tiempo para participar en la organización del Congreso de las Provincias de la Nueva Granada, que se instaló el día 22 del mismo mes, siendo designado secretario. El congreso fue irregular desde el principio, pues estuvo formado por delegados de apenas un puñado de provincias (Santa Fe, Socorro, Neiva, Pamplona, Nóvita y Mariquita), y estuvo profundamente dividido sobre si las ciudades de Mompós (por entonces parte de la provincia de Cartagena) y Sogamoso, que habían enviado delegados, debían ser consideradas provincias. En el congreso, celebrado entre el 22 de diciembre de 1810 y el 2 de febrero de 1811, Nariño fue el líder de un esfuerzo para establecer el Congreso de manera permanente en Santafé (contribuyendo a contener las aspiraciones separatistas de Cartagena), propuesta que fue rechazada por las provincias, que vieron en esto un esfuerzo por que se sometieran a Santafé. Tras profundos desacuerdos, el Congreso fue disuelto poco más de un mes después, cuando los miembros dejaron de asistir a las sesiones.
En vista del fracaso en las tentativas para armar un gobierno general, Cundinamarca se propuso establecer el suyo particular. En tanto las provincias ya estaban ocupadas estableciendo sus propios gobiernos autónomos, bajo la dirección de Jorge Tadeo Lozano, la Junta Suprema en Santafé convocó a una asamblea constituyente para la provincia. A partir del 27 de febrero de 1811 se reunió un «Colegio Electoral Constituyente del Estado de Cundinamarca» presidido por Lozano, con el propósito de redactar una Constitución que en 30 de marzo logró aprobación a partir del proyecto del mismo Lozano y Luis Eduardo de Azuola con algunos apartes del propuesto por José María del Castillo y Rada, sobre dos bases fundamentales: profesión solemne de la fe católica y reconocimiento de Fernando VII por «rey de los cundinamarqueses» con sujeción a la misma Constitución. Prácticamente los pueblos de Cundinamarca expidieron la segunda constitución de su república, imitando en mucho también a la de Tunja. Al mes siguiente se declaraba la creación del Estado Libre e Independiente de Cundinamarca, con Lozano como presidente. Esta constitución seguía el modelo de la Constitución de los Estados Unidos y establecía a Cundinamarca como una monarquía católica y constitucional, bajo el ausente Fernando VII (solo declararía su independencia total de España en agosto de 1813). 
De espíritu federal pero sin abandonar la idea de un gobierno centralista para el antiguo virreinato, el código previó la eventual agregación de otras provincias que, en tal caso, se sujetarían a la misma carta fundamental. El 30 de agosto de 1811, a los diecisiete años del día de su captura por la traducción e impresión de la Declaración de los Derechos del Hombre, Nariño, que había enviudado recientemente, se recibió de corregidor (alcalde) de la ciudad de Santafé. 
Siendo un ferviente y declarado centralista, pasó a hacer oposición al nuevo gobierno y comenzó a presionar por una fuerte posición centralista desde el periódico que creó, La Bagatela, cuyo primer número circuló el 14 de julio de 1811. En La Bagatela, Nariño se convirtió en un crítico implacable de Lozano, a quien acusaba de indecisión. Las críticas agresivas de Nariño y sus seguidores llevaron a un motín en la ciudad el 19 de septiembre de 1811, tras el cual el presidente Lozano y su vicepresidente se vieron obligados a dimitir. Temeroso de los disturbios populares, la legislatura eligió a Nariño como presidente y accedió a sus demandas, lo que aumentó la influencia del poder ejecutivo. 

### Presidencia (1811-1813)

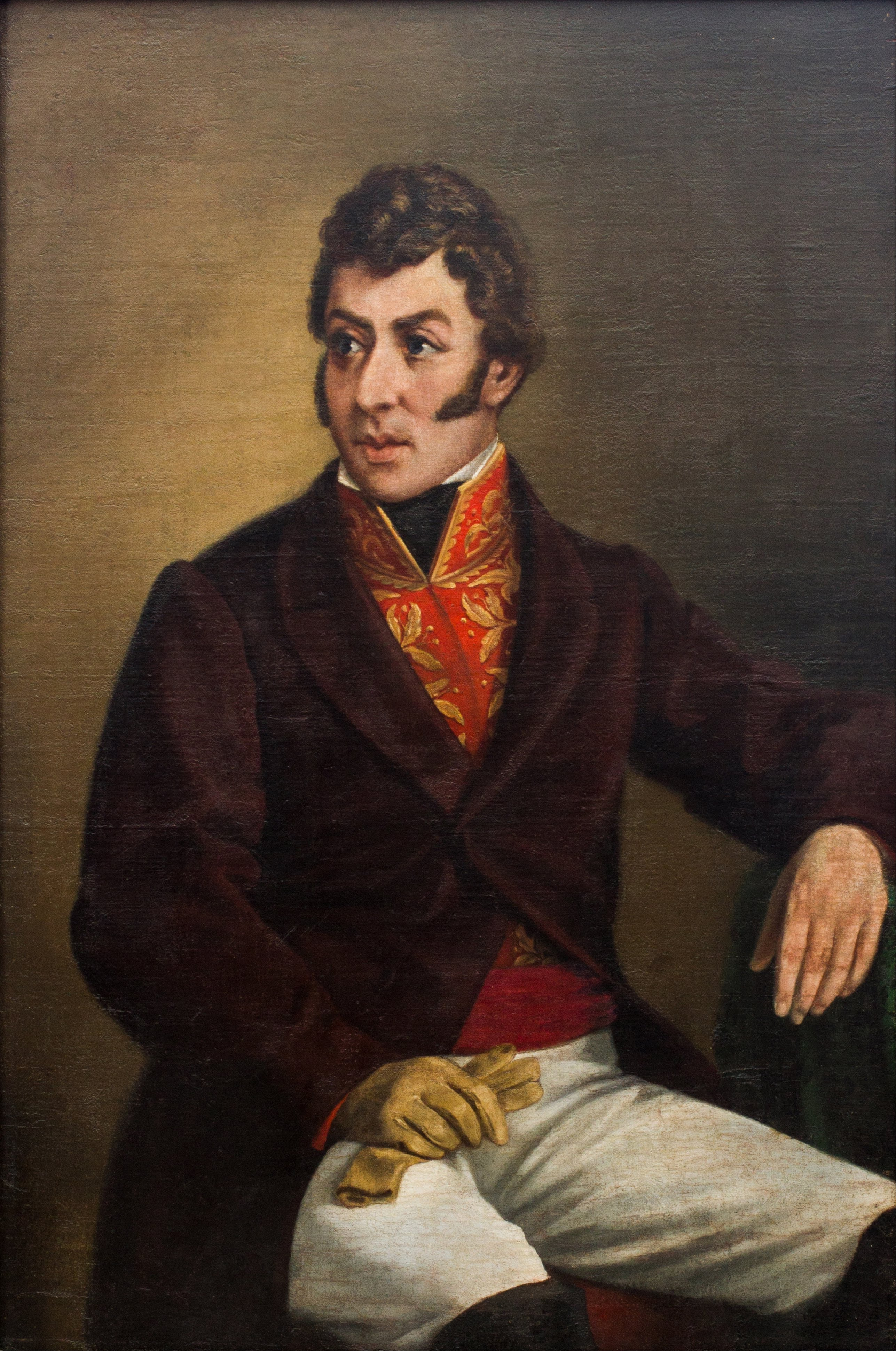
Retrato de Nariño por José María Espinosa.

El 19 de septiembre, sus críticas provocaron la dimisión del primer presidente del Estado de Cundinamarca Jorge Tadeo Lozano (electo en abril del mismo año) y Nariño fue proclamado en su lugar, y en permanente antagonismo con Camilo Torres, presidente del Congreso de las Provincias Unidas.
El 17 de abril de 1812, Nariño presentó al Tribunal del Gobierno de Santa Fe, la siguiente nota que contenía la traducción de los Derechos del Hombre que él publicó años atrás:

"Para que el público juzgue los 17 artículos de 'Los derechos del hombre' que me han causado los 16 años de prisiones y de trabajos que se refieren en el antecedente escrito, los inserto aquí al pie de la letra, sin necesidad de advertir que se hicieron por la Francia libre y Católica porque la época de su publicación lo está manifestando. Ellos no tenían ninguna nota que hiciese la aplicación a nuestro sistema de aquel tiempo; pero los tiranos aborrecen la luz y al que tiene los ojos sanos".

Mientras tanto, el «Congreso de las Provincias Unidas» había comenzado a reunirse nuevamente. Desde un comienzo las opiniones se dividieron entre quienes desde Santa Fe proponían un modelo centralista de gobierno y los que desde las provincias, con la de Cartagena a la cabeza, propugnaban por uno federalista. A pesar de la oposición de Cundinamarca, el Congreso finalmente logró un acuerdo y emitió el Acta de Federación de las Provincias Unidas de la Nueva Granada el 27 de noviembre de 1811, una ley fuertemente federalista. La ley otorgaba enorme autonomía a cada provincia y un presidente extremadamente débil que estaría subordinado al congreso. Esto solo hizo que las diferencias entre las ideas centralistas y federalistas fueran aún más fuertes. Nariño y sus seguidores se convirtieron en ardientes oponentes del federalismo y del congreso y estaban convencidos de que el poder económico y político de Cundinamarca permitiría a la provincia dominar y unificar la Nueva Granada. Las provincias no vieron con buenos ojos el espíritu de preponderancia que desde un comienzo acusó la antigua capital virreinal cuya junta se autodesignó «suprema».  
Nariño convocó una asamblea para revisar la constitución del estado y hacerla aún más centralista, invitando a las provincias que integraban el antiguo virreinato de la Nueva Granada a enviar representantes a la capital con el fin de conformar un gobierno general que reemplazaría a la junta suprema de Santa Fe. El congreso se instaló con asistencia de representantes de las provincias de Santa Fe, Nóvita, Pamplona, El Socorro, Mariquita, y Neiva. Las demás provincias (Cartagena, Santa Marta, Medellín, Popayán, Pasto, entre ellas) se abstuvieron de concurrir para manifestar su aversión a las orientaciones de Santa Fe, a cuya junta acusaban de constituir un gobierno opuesto a los intereses de las provincias. La instalación corrió por cuenta del vicepresidente de la junta suprema de Santa Fe, el alcalde ordinario José Miguel Pey, quien tomó a los representantes juramento de defender la religión católica, sostener los derechos de Fernando VII contra el usurpador Napoleón Bonaparte y no reconocer autoridad distinta a las de las juntas provinciales y el congreso que se estaba instalando con expresa exclusión del Consejo de Regencia de España. Al cabo de un par de meses y sin haber decidido nada sustancial, el congreso se disolvió.
Nariño luego decidió anexar las provincias circundantes de Tunja, Socorro, Pamplona, Mariquita y Neiva, pero en general no tuvo éxito en ninguna de estas empresas. Sin embargo, la incesante hostilidad y hostigamiento de parte de los partidarios de Nariño empujó a los congresistas a abandonar Santafé y a huir, primero a Villa de Leyva y finalmente a Tunja. Así se iniciaría el período de la historia del recién fundado país que luego sería llamado «la Patria Boba».
Pronto, la provincia de Cundinamarca se vio envuelta en una guerra civil contra otras provincias, particularmente Tunja, donde se había establecido el Congreso. Nariño ordenó al general Antonio Baraya derrotar a los líderes federalistas en Tunja, pero Baraya decidió cambiar de bando y apoyar a las fuerzas federalistas, y muchos líderes importantes como Santander y Caldas se unieron a él. Baraya, y los rebeldes que lo acompañaban, firmaron un acta que declaraba a Nariño usurpador y tirano, y juraban lealtad al Congreso. Nariño aprovechó la oportunidad para solicitar poderes extraordinarios a la legislatura de Cundinamarca y al colegio electoral, lo que le permitió ser nombrado dictador. Eligió un cuerpo de consejeros compuesto por el marqués de San Jorge, José Gregorio Gutiérrez Moreno, Primo Groot, Felipe de Vergara y Domingo de Caicedo. El 26 de noviembre de 1812, Nariño partió con su ejército a conquistar Tunja. El 2 de diciembre de 1812, su ejército se enfrentó a un ejército federalista comandado por Antonio Ricaurte y Atanasio Girardot en la batalla de Ventaquemada, y fue derrotado rotundamente, teniendo que retirarse a Santafé. Sin embargo, las tropas federalistas solo comenzaron a perseguirlos más de una semana después.
Tras esta derrota y la posterior declaración de independencia de la provincia del Socorro, Nariño dimitió al llegar a la ciudad, pero al no encontrar un sustituto adecuado, fue reinstalado como dictador. Nariño se preparó entonces para defender la ciudad, que fue sitiada por el ejército del Congreso el 24 de diciembre de 1812. Sin embargo, el 9 de enero de 1813, en la batalla de San Victorino, las tropas de Nariño demostraron ser superiores y los ejércitos federalistas fueron derrotados por completo.  Esta guerra civil también nos dejó como dato anecdótico la política empleada por Nariño tras la victoria contra las tropas federalistas de Baraya, nombrando a Jesucristo como general de las tropas del ejército y mandando a poner el nombre santo de los soldados en sus uniformes. En junio de 1813, Nariño fue nombrado dictador vitalicio y al mes siguiente, el Estado Libre de Cundinamarca finalmente declaró su independencia de la monarquía española.

### Campaña de Nariño en el sur

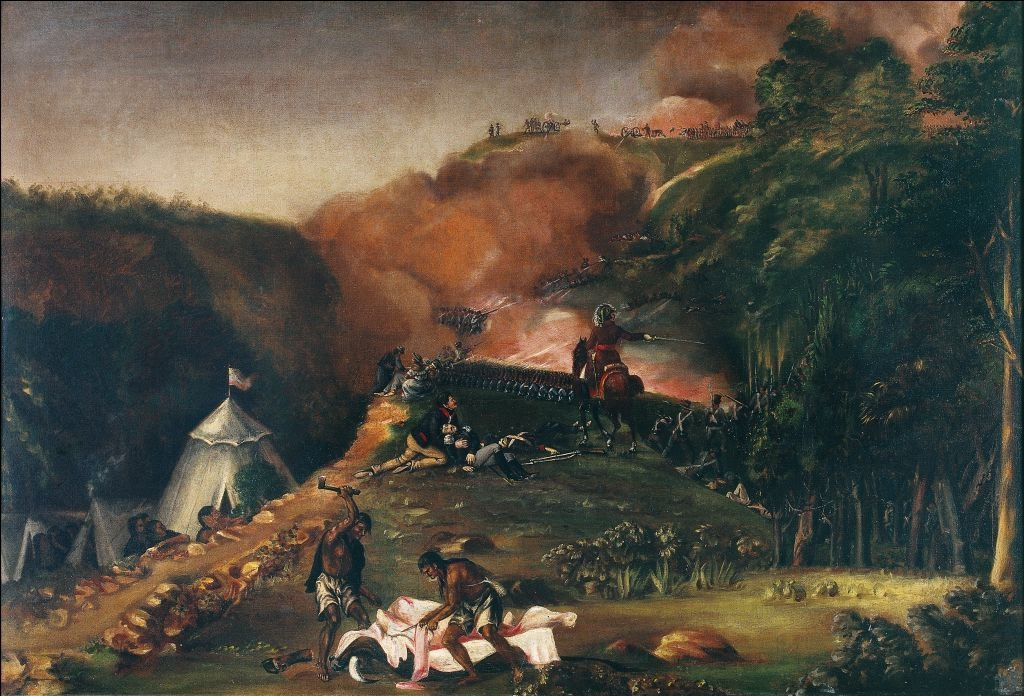
Nariño, a caballo, durante la batalla de Tacines.

Tras el fin de la guerra civil, Nariño propuso a los federalistas que se unieran para así evitar la reconquista española. El Estado de Quito había colapsado a finales de 1812 tras ser aplastado por tropas realistas neogranadinas, peruanas y guayaquileñas, regresando el poder a manos españolas. Al tiempo, la Primera República de Venezuela había colapsado ante ataques realistas con la capitulación de San Mateo del 25 de julio de 1812. Para comienzos de 1813, las tropas realistas dirigidas desde la presidencia de Quito habían invadido el sur de la república y, tomada Popayán, amenazaban con avanzar hacia la capital. La emergencia, combinada con la amenaza de invasiones desde Venezuela, hizo que Nariño y Camilo Torres Tenorio concordaran en la necesidad de emprender una campaña militar conjunta que enfrentara a los invasores. Nariño se ofreció a comandar los ejércitos combinados de Cundinamarca y las Provincias Unidas pero antes de partir pidió y obtuvo que Cundinamarca declarara su independencia absoluta respecto de España y de cualquier gobierno que no fuera el propio (16 de julio de 1813).
En septiembre de 1813 delegó la presidencia en su tío Manuel de Bernardo Álvarez del Casal para salir a la cabeza de las fuerzas combinadas de Cundinamarca y las Provincias Unidas a tratar de contener el avance de fuerzas españolas dirigidas desde Quito en una campaña militar en el sur. La campaña, inicialmente exitosa, hizo que el general Juan de Sámano retrocediera y pudieron llegar así entonces a Popayán, donde Nariño y sus hombres tuvieron que parar a descansar y a replantear su estrategia.
Al salir hacia la Batalla de los ejidos de Pasto el ejército iba mermado y el recorrido estuvo acompañado por constantes ataques de guerrillas y por territorios selváticos que dificultaban el paso a los soldados patriotas. Cuando llegaron a Pasto fueron recibidos por el ejército realista y lucharon todo el día. Nariño había dejado unos 500 hombres en la retaguardia como posibles refuerzos; en Pasto el ejército se divide en tres para contrarrestar el ataque enemigo y casi con la victoria segura Nariño y dos de las partes del ejército se atrincheran para descansar. En esto los emisarios de la tercera parte no encontraron restos de sus compañeros y pensando que habían sido acabados dieron la noticia que todos habían perecido. Seguidamente toda la retaguardia y los soldados que habían llegado de pasto se retiraron.
Al anochecer Nariño piensa en volver a su base y recoger a los soldados que estaban allí para acabar con los Realistas de una vez, pero cuando llegaron a buscarlos como refuerzos no encontraron a nadie y el ejército que acompañaba a Nariño lo abandona y decide volver a Popayán.

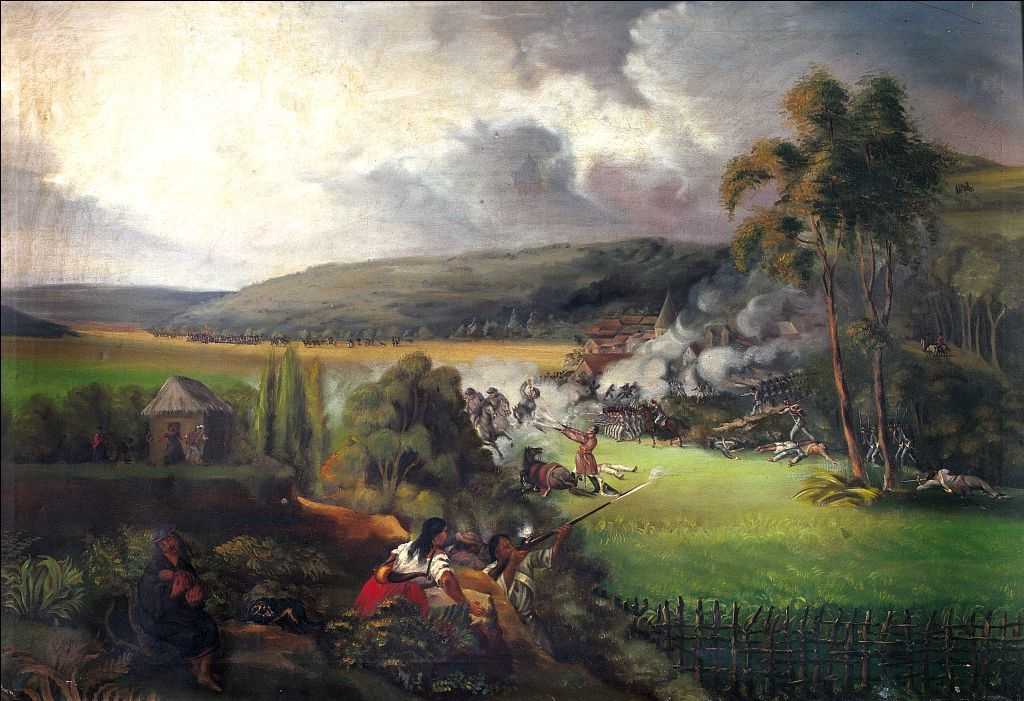
Batalla de los ejidos de Pasto, donde Nariño fue hecho prisionero.

Nariño optó por quedarse solo luego de despachar de regreso a Popayán (capital provincial que había retomado para los patriotas desde el 2 de enero) en procura de refuerzos a los oficiales de su entorno inmediato, entre quienes se contaba su propio hijo homónimo Antonio Nariño y Ortega. Cansado de deambular por los montes circundantes por unos días, el día 14 de mayo un hambriento y fatigado Nariño se entrega a merced de su oponente realista de las jornadas precedentes, Mariscal Melchor Aymerich. Enemigo noble, Aymerich recibió a Nariño por prisionero pero dispuso que se le diera tratamiento correspondiente a sus elevados empleo y rango; y, para abundar en deferencias, denegó la solicitud del prisionero sobre ser enviado a Quito en la certeza de que el presidente Toribio Montes no le guardaría las mismas consideraciones y le haría fusilar sin vacilación. Se limitó a autorizarle que se dirigiera a él por escrito mientras que por su parte al día siguiente Aymerich ofició al general patriota José Ramón de Leyva en Popayán para notificarle la prisión del presidente de Cundinamarca.
Meses más tarde, en 4 de julio, desde su prisión en Pasto el presidente Nariño envía al gobierno de Cundinamarca su propuesta para un armisticio con Quito. El presidente encargado Manuel de Bernardo Álvarez pasó la propuesta al congreso para su consideración y este respondió favorablemente a la iniciativa que, sin embargo, no encontró acogida entre los realistas.
El día 15 de julio de 1815, Nariño fue remitido desde Pasto con destino a Quito por orden del presidente Montes. Al parecer hubo algunos intentos inútiles de patriotas granadinos para liberarlo a la fuerza en el trayecto. Llegado a su destino, fue despachado a Lima para ser embarcado con destino a Cádiz, adonde llegó a principios de marzo de 1816 para ser recluido en la cárcel pública donde permaneció los siguientes cuatro años; fue liberado el 23 de marzo de 1820.

#### Explotación minera en Pacho
Antes de la marcha al sur, Nariño autorizó a Jacobo Wiesner para que acometiera una exploración minera en la región de Pacho (Cundinamarca), en busca de plomo, mineral cuya necesidad urgía para la época. En 1814 no solamente fue hallado el tan anhelado plomo, sino «una gran mina de hierro, y aparente para acero» según consta en documentos públicos. Luego de esto Nariño en persona visitó la región y examinó las minas de cobre encontrándolo comercialmente explotable. Con el mineral extraído por Nariño de la mina «Algodonales» se funden más tarde, las campanas de las iglesias de Pacho y Vergara y algunas piezas del conocido reloj de la casa consistorial de Pacho.

## La Gran Colombia
Nariño fue liberado de su prisión en 1821, tras la revuelta de Rafael del Riego, y regresó a su país natal, Colombia, ahora independiente de España tras la victoria republicana en la Batalla de Boyacá.
Luego de disfrutar por un corto lapso de su libertad en Europa, Nariño reapareció en Angostura a mediados de febrero de 1821. Simón Bolívar lo acogió con amabilidad y lo designó vicepresidente interino de la recién formada unión colombiana con el preciso y urgente encargo de acudir a instalar el Congreso Constituyente en Villa del Rosario, lo que verificó en 6 de mayo de ese año. Diversas circunstancias llevaron a Nariño a renunciar a su alta investidura apenas dos meses más tarde (5 de julio) para proseguir a Santa Fe. Nariño fue uno de los candidatos a la presidencia de la Gran Colombia en 1821, pero perdió ante Simón Bolívar por un margen significativo de 50 votos a 6 en el Congreso celebrado en Cúcuta, quedando en segundo lugar. También perdió la elección para vicepresidente, ya que Francisco de Paula Santander (un exmilitar federalista) le derrotó por un margen de 38 votos a 19 después de varias acaloradas rondas de votación. Santander y otros habían salido victoriosos en la batalla, mientras que Nariño no, y su popularidad se había visto gravemente afectada.
Entre tanto, el mismo congreso lo eligió en ausencia al término de sus deliberaciones (el 9 de octubre de 1821) como senador para sus próximas sesiones que se iniciarían en Santa Fe a partir del primer día de 1823; pero su curul fue impugnada por un par de políticos por considerarlo indigno de ella. El congreso de 1821 acordó mantener la elección, pendiente de la defensa que tendría que hacer el impugnado al iniciar las sesiones en la capital.
Nariño regresó a Santafé, ahora oficialmente llamada Bogotá, en 1821, derrotado políticamente y en mal estado de salud, tras muchos años de luchas y prisión. Fue nombrado comandante militar, cargo nominal sin poder efectivo. Para entonces, había perdido la popularidad de la que había gozado en la ciudad durante los tiempos de la Patria Boba. Como ya hiciera antes con La Bagatela, decidió crear un periódico: «Los Toros de Fucha», para hacer pública su oposición a Santander y su gobierno, pero a diferencia de Lozano, Santander estaba lejos de ser débil, y Nariño en lugar de volver al poder llegó a ser interrogado por Santander. Sus enemigos no querían que estuviera en el poder por su origen cundinamarqués. Según sus biógrafos (posiblemente partidarios), para asegurarse de que no fuera elegido lo acusaron de malversación de fondos públicos, cobardía y traición,. 
Apenas el 8 de abril de 1823 se instaló finalmente el congreso. Nariño optó por abstenerse de concurrir a sesiones hasta poder iniciar su defensa, lo que ocurrió en mayo 14 cuando compareció ante el pleno del congreso para defenderse públicamente de las acusaciones de que había sido objeto. Mediante una documentada exposición de argumentos contestó las tres acusaciones en su contra, las cuales fueron:
1. Haber quedado deudor fallido de las sumas que resultaron a su cargo en 1794 mientras se desempeñaba como tesorero de diezmos del arzobispado en Santa Fe
2. Haberse entregado voluntaria y cobardemente al enemigo a las puertas de Pasto en inexplicable corolario de la exitosa campaña militar que había conducido desde Santa Fe
3. Haber permanecido por su gusto ausente del país hasta pocos meses antes de su elección como senador en Cúcuta

El día 20 del mismo mes Nariño resultó absuelto. Desde ese día asistió a las sesiones del congreso hasta que solicitó licencia para trasladarse a un mejor clima tras la clausura de las sesiones ordinarias el 6 de agosto. Cansado y enfermo de tuberculosis, decidió dejar sus funciones públicas y mudarse a Villa de Leyva. 

## Trayectoria periodística

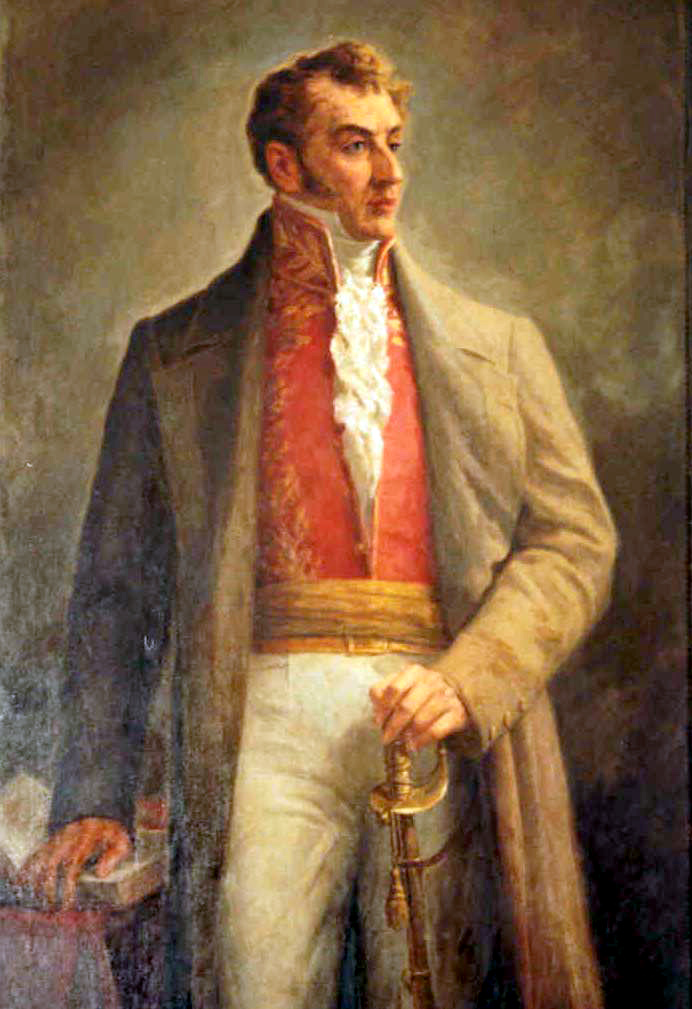
Acuarela de Nariño por Ricardo Acevedo Bernal. El retrato está en el despacho presidencial de la Casa de Nariño, Bogotá.

Aviso del terremoto fue una publicación efímera pero pionera en el periodismo neogranadino. Su primer número apareció a continuación del terremoto del Virreinato de Nueva Granada de 1785 con noticias de lo acaecido en la capital en los días precedentes. Al cabo de otro par de entregas (25 de julio y 18 de agosto) que presumiblemente agotaron el tema que le dio origen fue seguida por la «Gazeta de Santa Fe», cuyo primer número salió el 31 de agosto y parece haber sido seguido por siquiera otros dos números al final de cada uno de los meses subsiguientes.
De allí en adelante la publicación de impresos se suspendió por varios años en Santa Fe, hasta que a fines de 1790 se produce la llegada del periodista cubano Manuel del Socorro Rodríguez traído por el Virrey José de Ezpeleta para dirigir la Real Biblioteca instituida desde 1777. Editado por ese mismo funcionario, el miércoles 9 de febrero de 1791 empieza a circular el semanario «Papel periódico de Santa Fe», impreso con licencia del superior gobierno en la Imprenta Real. A partir del segundo número aparecerá los viernes y para su número cuatro ya contaba con una lista de 150 suscriptores encabezados por el virrey y la virreina. Desde un principio Nariño se convirtió en colaborador asiduo del nuevo periódico, y el mismo biógrafo recién citado lo supone promotor y principal aportante para la subvención de los costos de impresión no cubiertos por las suscripciones basado en la circunstancia de que cuando la vieja imprenta de los jesuitas pronto se dañó irreparablemente fue Nariño quien importó desde España, en 1792, los nuevos equipos y elementos requeridos para que el periódico pudiera seguir apareciendo. En cualquier caso, el primer artículo identificable como de Nariño que allí aparece publicado es el breve ensayo «Los frutos del árbol noble» inserto en el tercer número del periódico, correspondiente a 25 de febrero de 1791. Frecuentes colaboradores del mismo periódico fueron Pedro Fermín de Vargas y Francisco Antonio Zea.
A comienzos de 1794, Nariño al fin pudo hacer realidad una idea que rondaba su mente de tiempo atrás pero cuya puesta en ejecución había tenido que diferir a causa de sus múltiples ocupaciones y responsabilidades. En un salón de su casa en la plazuela de San Francisco, especialmente acondicionado y decorado para el efecto, estableció sede para las tertulias habituales de un grupo de intelectuales y personalidades de la sociedad santafereña que se congregarían allí ostensiblemente con el propósito de ilustrarse mutuamente con el producto de sus lecturas y el recuento de diversas experiencias y viajes a ultramar. A usanza de una época en que se carecía de medios de comunicación social, estas reuniones constituían lo que por entonces se conocía como un casino literario al que el propio Nariño asignó el apelativo de «Arcano de la Filantropía» y cuya plana de fundadores incluía, además del anfitrión, a sus amigos José María Lozano, heredero del marqués de San Jorge y hermano mayor de Jorge Tadeo, José Antonio y Juan Esteban Ricaurte, Luis y José Luis de Azuola, Francisco Antonio Zea, Joaquín Camacho, Francisco Tovar y el doctor Iriarte.
Por los mismos días de fines de 1793 o principios de 1794 Nariño procedió a imprimir (Imprenta Patriótica) su propia versión al castellano del texto francés relativo a los derechos humanos, al que se hizo alusión arriba, en temeraria o imprudente acción que habría de ser causa de interminables problemas.
Años más tarde, el domingo 14 de julio de 1811, casual o intencionalmente en coincidencia con el aniversario de la Toma de La Bastilla (1789, París), Antonio Nariño inició en Santa Fe la publicación de un semanario al que llamó «La Bagatela». Era un periódico de crítica política que se proponía divulgar y hacer más efectiva su tarea de oposición a las ideas federalistas del incipiente gobierno al propio tiempo que propender por la declaración de la independencia absoluta de la Nueva Granada y la instauración de una república democrática. El nuevo periódico salió de la misma Imprenta Real, ahora regentada por Bruno Espinosa de los Monteros, que más de dos décadas atrás había impreso el «Aviso del Terremoto» y la «Gazeta de Santa Fe». La pluma de Nariño se demostró tan demoledora que a poco andar (el 19 de septiembre del mismo año) originó una conmoción popular que derribó el gobierno de Jorge Tadeo Lozano, primer presidente de Cundinamarca, para instalar al periodista en el poder. Nariño ejerció dicha presidencia por espacio de dos años, hasta cuando en septiembre de 1813 salió a la cabeza de la expedición militar al sur que pretendía detener el avance de tropas realistas enviadas desde Quito.
Las ocurrencias y vicisitudes de los años siguientes silenciaron a Nariño. En abril de 1820, recién salido de su última prisión (Cádiz, 1816-1820) y desde un pasajero refugio en la inmediata Isla de León, denunció los excesos de Pablo Morillo en el proceso de pacificación de Costa Firme y Nueva Granada entre 1815 y 1820. Bajo el seudónimo de Enrique Somoyar, Nariño escribió sus célebres cartas «Cartas de un americano a un amigo suyo», presuntamente suscritas por su antiguo benefactor en Cartagena (para entonces difunto). Por los mismos días, Nariño redactó una «Representación al rey de varios individuos americanos de Costa Firme y Suramérica residentes en Cádiz» suscrita por Juan Miguel de Quiroga con otros veintiocho patriotas, comunicación seguida por otra originada en la Sociedad Patriótica de Isla de León que presidía el mismo Nariño.
Algunos años después, de regreso en Santa Fe, y cuando ya se acercaba al final de su vida, en respuesta a múltiples y reiterados ataques de que venía siendo objeto, agudizados tras la aparición del periódico gobiernista «El Patriota» el 26 de enero de 1823, Nariño publicó, el 5 de marzo, la primera entrega de un periódico llamado «Toros de Fucha» mediante el cual criticaba el gobierno centralista del vicepresidente Santander, en oposición a su otra lucha de 1812 en favor de esta forma de gobierno. Esta publicación causó estragos a la imagen del gobierno del vicepresidente Francisco de Paula Santander. Una aparente queja allí contenida sobre mordazas a la libre expresión llevó al Santander a pedirle explicaciones, de manera más bien conminatoria, según lo narró la segunda entrega del papel, el 7 de abril.
En esta última publicación acuñó la expresión de Patria Boba, para referirse a los años iniciales de Colombia (1810-1816) al presentar su posición en torno a las tesis encontradas de federalismo y centralismo.

## Últimos años

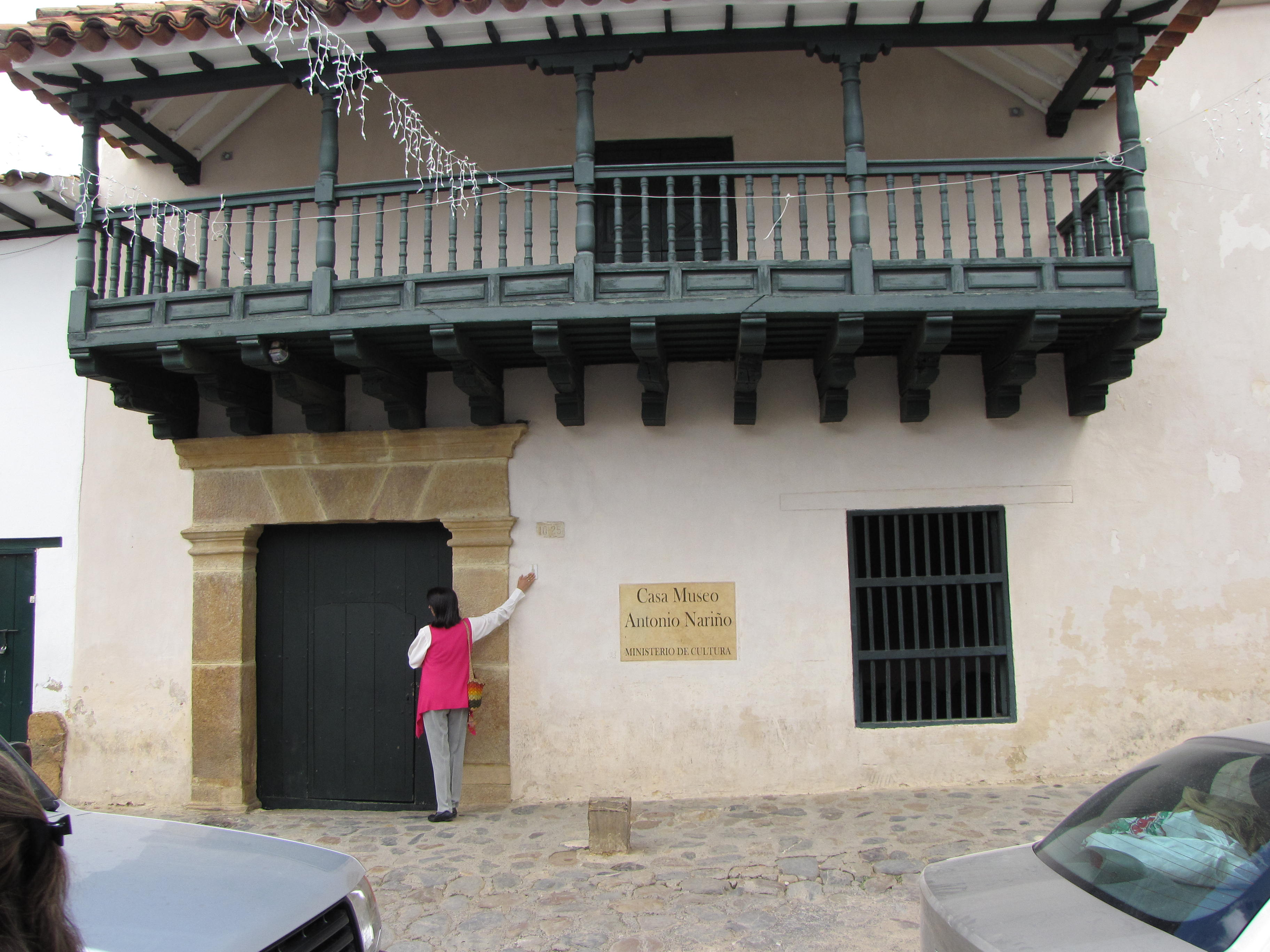
Vivienda que quizás habitó Antonio Nariño los últimos meses de su vida en Villa de Leyva, convertida en un museo.

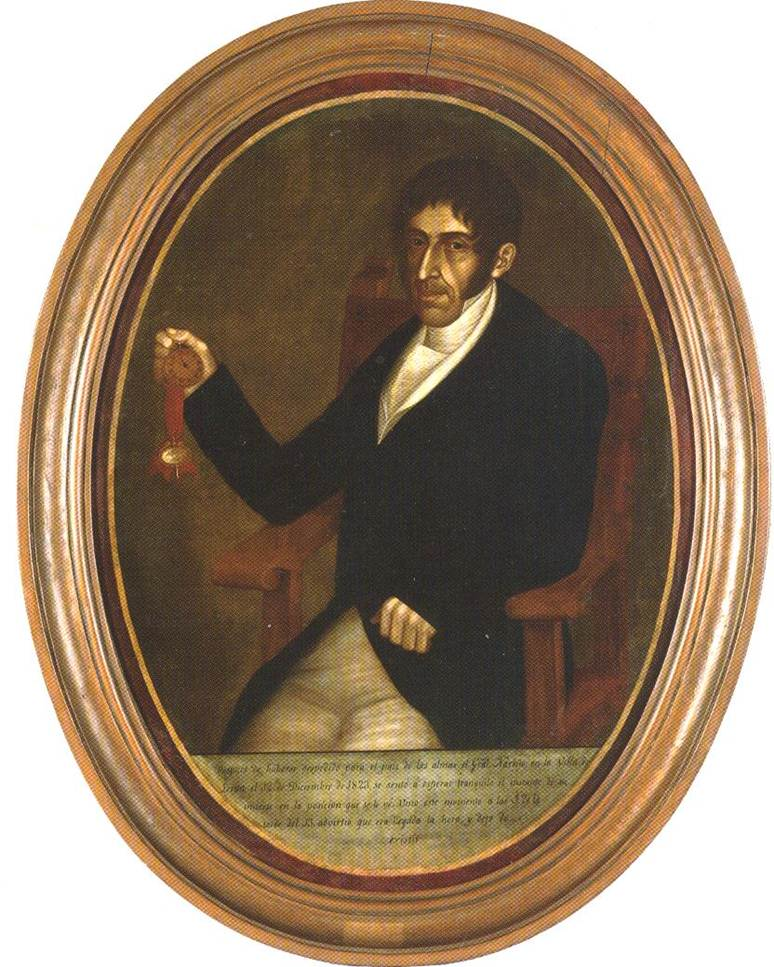
Último retrato de Nariño en vida.

En agosto de 1823 Nariño cayó enfermo y se vio en la necesidad de solicitar una licencia para trasladarse a un mejor clima tras la clausura de las sesiones ordinarias del congreso el 6 de agosto. Eligió la Villa de Leyva, donde mejoró su salud durante algunos meses, sin embargo a principios de diciembre fue víctima de la tuberculosis y la bronconeumonía que lo llevaron a la muerte, el 13 de diciembre de 1823, a la de edad de 58 años.
En un relato de sus últimos días, Soledad Acosta de Samper recuerda que: «Nariño escogió la risueña Villa de Leiva, en donde tenía numerosos amigos [...] Apenas entró en el apacible clima de Leiva, añade Vergara y Vergara, se sintió mejor en su salud, tan mejor que sus amigos que le acompañaban le creyeron salvado: 
—Ahora que estoy bueno, les dijo, voy a buscar y señalar el sitio en que quiero ser enterrado, porque pienso morirme pronto»
Sus restos se encuentran en la Catedral primada de Colombia en Bogotá.

## Legado
El departamento de Nariño fue creado por ministerio de la Ley Primera el 6 de agosto de 1904 en homenaje al precursor de la independencia. Su territorio es una de las regiones segregadas del antiguo Departamento del Cauca, con Pasto como su capital. Dicha ley fue sancionada por el presidente José Manuel Marroquín en el último día de su gobierno. Para 1838 fue nombrado un municipio como Nariño (Cundinamarca), y en 1845 la localidad de Nariño (Antioquia). En 1972 fue nombrada como Antonio Nariño a la localidad n.º 15 de Bogotá. En 1976 fue fundada la Universidad Antonio Nariño. El Ejército Nacional entrega la Condecoración Orden del Mérito Antonio Nariño.
Otro homenaje llamativo es la Casa de Nariño, también llamada Palacio de Nariño, donde está la residencia oficial del Presidente de Colombia y es la sede de gobierno del país. Está ubicada en el centro histórico de Bogotá. El edificio fue inaugurado el 20 de julio de 1908 y construido en los predios de la casa natal de Antonio Nariño. El diseño estuvo a cargo de los arquitectos Gastón Lelarge y Julián Lombana. En 1979 fue reinaugurado después de anexar nuevas construcciones. Numerosas instituciones educativas en todo el país llevan su nombre como homenaje.
Antonio Nariño es también, el único colombiano homenajeado en la Galería de los Patriotas Latinoamericanos, es un salón ubicado dentro de la Casa Rosada, en Buenos Aires, Argentina, dedicada a homenajear a patriotas de América Latina destacados en distintas disciplinas.

## Familia
| \| \| \| \| \| \| \| \| \| \| \| \| \| \| \| \| \| \| \| \| 4. Juan Nariño \| \| \| \| \| \| \| \| \| \| \| \| \| \| \| \| \| \| \| \| \| \| \| \| \| \| \| \| \| \| \| \| \| \| \| \| \| \| \| \| \| \| \| \| \| \| \| \| \| \| \| \| \| \| 2. Vicente Nariño Vásquez \| \| \| \| \| \| \| \| \| \| \| \| \| \| \| \| \| \| \| \| \| \| \| \| \| \| \| \| \| \| \| \| \| \| \| \| \| \| \| \| \| \| \| \| \| \| \| \| \| \| \| \| \| \| 5. María Vásquez \| \| \| \| \| \| \| \| \| \| \| \| \| \| \| \| \| \| \| \| \| \| \| \| \| \| \| \| \| \| \| \| \| \| \| \| \| \| \| \| \| \| \| \| \| \| \| \| \| \| \| \| \| \| 1. Antonio Amador José de Nariño y Álvarez del Casal \| \| \| \| \| \| \| \| \| \| \| \| \| \| \| \| \| \| \| \| \| \| \| \| \| \| \| \| \| \| \| \| \| \| \| \| \| \| \| \| \| \| \| \| \| \| \| \| \| \| \| \| \| \| 6. Manuel Bernando de Álvarez \| \| \| \| \| \| \| \| \| \| \| \| \| \| \| \| \| \| \| \| \| \| \| \| \| \| \| \| \| \| \| \| \| \| \| \| \| \| \| \| \| \| \| \| \| \| \| \| \| \| \| \| \| \| 3. Catalina Álvarez de Casal \| \| \| \| \| \| \| \| \| \| \| \| \| \| \| \| \| \| \| \| \| \| \| \| \| \| \| \| \| \| \| \| \| \| \| \| \| \| \| \| \| \| \| \| \| \| \| \| \| \| \| \| \| \| 7. María Josefa de Casal \| \| \| \| \| \| \| \| \| \| \| \| \| \| \| \| \| \| \| \| \| \| \| \| \| \| \| \| \| \| \| \| \| \| \| \| \| \| \| \| \| \| \| \| \| \| \| \| \| \| \| \| |                                                      |  |  |  |  |  |  |  |  |  |  |  |  |  |  |  |
| |                                                      |  |  |  |  |  |  |  |  |  |  |  |  |  |  |  |
| | 4. Juan Nariño                                       |  |  |  |  |  |  |  |  |  |  |  |  |  |  |  |
| |                                                      |  |  |  |  |  |  |  |  |  |  |  |  |  |  |  |
| |                                                      |  |  |  |  |  |  |  |  |  |  |  |  |  |  |  |
| | 2. Vicente Nariño Vásquez                            |  |  |  |  |  |  |  |  |  |  |  |  |  |  |  |
| |                                                      |  |  |  |  |  |  |  |  |  |  |  |  |  |  |  |
| |                                                      |  |  |  |  |  |  |  |  |  |  |  |  |  |  |  |
| | 5. María Vásquez                                     |  |  |  |  |  |  |  |  |  |  |  |  |  |  |  |
| |                                                      |  |  |  |  |  |  |  |  |  |  |  |  |  |  |  |
| |                                                      |  |  |  |  |  |  |  |  |  |  |  |  |  |  |  |
| | 1. Antonio Amador José de Nariño y Álvarez del Casal |  |  |  |  |  |  |  |  |  |  |  |  |  |  |  |
| |                                                      |  |  |  |  |  |  |  |  |  |  |  |  |  |  |  |
| |                                                      |  |  |  |  |  |  |  |  |  |  |  |  |  |  |  |
| | 6. Manuel Bernando de Álvarez                        |  |  |  |  |  |  |  |  |  |  |  |  |  |  |  |
| |                                                      |  |  |  |  |  |  |  |  |  |  |  |  |  |  |  |
| |                                                      |  |  |  |  |  |  |  |  |  |  |  |  |  |  |  |
| | 3. Catalina Álvarez de Casal                         |  |  |  |  |  |  |  |  |  |  |  |  |  |  |  |
| |                                                      |  |  |  |  |  |  |  |  |  |  |  |  |  |  |  |
| |                                                      |  |  |  |  |  |  |  |  |  |  |  |  |  |  |  |
| | 7. María Josefa de Casal                             |  |  |  |  |  |  |  |  |  |  |  |  |  |  |  |
| |                                                      |  |  |  |  |  |  |  |  |  |  |  |  |  |  |  |
| |                                                      |  |  |  |  |  |  |  |  |  |  |  |  |  |  |  |